# Chiasmodon niger
Chiasmodon niger Johnson, 1864, comunemente noto come inghiottitore nero o ingollatore nero, è un pesce abissale appartenente alla famiglia Chiasmodontidae, caratterizzato dalla capacità di inghiottire pesci molto più grandi della sua taglia.

## Descrizione
La lunghezza si attesta sui 25 cm. Il corpo è sottile, allungato e privo di scaglie. La testa è provvista di una mandibola più lunga della mascella ed ha la possibilità di allargarsi notevolmente. Entrambe le arcate possiedono una singola fila di denti acuminati e retrattili che si allineano quando la bocca è chiusa. I primi tre denti di entrambe le arcate sono allungati a forma di canini.
Ha una piccola spina inferiore in corrispondenza del pre-opercolo. Le pinne pettorali sono lunghe, e di solito hanno tra 12 e 15 raggi. Le pinne pelviche sono piccole e dotate di 5 raggi. Le dorsali sono due; la prima con 10-12 spine e la seconda, più lunga, con una spina e 26-29 raggi non rigidi. La pinna anale  ha una spina e 26-29 raggi. La pinna caudale è biforcuta con 9 raggi. La linea laterale è continua con due pori per segmento.
La sua caratteristica principale è la possibilità di predare pesci notevolmente più grandi, che riesce a catturare grazie allo stomaco e, più generalmente, ad un addome molto elastico, capaci di contenere pesci di notevoli dimensioni.
Le prede inghiottite sono visibili anche all'esterno.

## Biologia

### Alimentazione
C. niger è un predatore che si ciba prevalentemente di pesci ossei che vengono inghiottiti interi. Data la grande estensibilità del suo stomaco, è capace di ingoiare prede che hanno una lunghezza doppia e una massa dieci volte la sua. La mascella superiore è articolata con il cranio attraverso un sospensorio che permette alla mascella stessa di articolarsi in modo tale da poter inghiottire anche oggetti di dimensioni superiori a quelle della testa. Si ritiene che inghiotta le prede a partire dalla coda e che poi faccia avanzare la mascella fino a che la preda è completamente introdotta nello stomaco.
Sono stati trovati esemplari di C. niger che avevano ingoiato pesci così grandi che non avevano potuto essere digeriti prima che fosse iniziata la loro decomposizione. Il rilascio dei gas provocato dalla decomposizione dei pesci ingeriti aveva fatto risalire in superficie il predatore e portato così alla sua cattura. Nel 2007 è stato ritrovato morto al largo delle Isole Cayman un C. niger di 19 cm. Il suo stomaco conteneva un Gempylus serpens (pesce delle scogliere) lungo 86 cm, cioè più di quattro volte la sua lunghezza.

### Riproduzione
La riproduzione è ovipara. Le uova sono deposte in ambiente pelagico e misurano 1,1-1,3 mm; presentano un globulo oleoso chiaro e sei chiazze scure che attorniano la larva a partire dagli occhi e fino alla notocorda. Le chiazze scompaiono successivamente con la crescita e il corpo diventa totalmente scuro. Le uova vengono deposte prevalentemente in inverno al largo del Sudafrica; forme giovanili vengono trovate da aprile ad agosto al largo delle Bermuda. Le larve e le forme giovanili sono coperte da piccole spine sporgenti.

## Distribuzione e habitat
Questo pesce è diffuso in tutte le acque oceaniche tropicali e subtropicali, nella zona mesopelagica e batipelagica tra i 750 e i 2750 metri di profondità.